# Канавеј
Канавеј (фр. Canaveilles) насеље је и општина у јужној Француској у региону Лангдок-Русијон, у департману Источни Пиринеји која припада префектури Прад.
По подацима из 2011. године у општини је живело 48 становника, а густина насељености је износила 4,38 становника/km². Општина се простире на површини од 10,95 km². Налази се на средњој надморској висини од 932 метара (максималној 1.984 m, а минималној 657 m).

## Демографија
| 1962. | 1968. | 1975. | 1982. | 1990. | 1999. | 2011. |
| ----- | ----- | ----- | ----- | ----- | ----- | ----- |
| 7     | 27    | 40    | 50    | 73    | 58    | 48    |

График промене броја становника у току последњих година